# Fédération d'Andorre de football
La Fédération d'Andorre de football (Federació andorrana de fútbol (ca) FAF) est une association regroupant les clubs de football d'Andorre et organisant les compétitions nationales et les matchs internationaux de la sélection d'Andorre.
La fédération nationale d'Andorre est fondée en 1994. Elle est affiliée à la FIFA depuis 1996. Elle est membre de l'UEFA depuis la même date.

## Histoire

Logo de la fédération avant 2014

## Histoire[1]

### Les débuts
Avant 1995, les meilleurs clubs de la principauté évoluaient dans le championnat espagnol mais la création de la fédération en 1994 a entrainé celle d'une compétition nationale s'ajoutant à la coupe de la Constitution qui existait déjà depuis trois saisons. Cependant, le FC Andorre, qui était le club le plus réputé de la principauté, a refusé d'entrer dans ce championnat et a continué d'évoluer dans le championnat ibérique.
Durant les quatre premières saisons, la forme de la compétition était celle d'un championnat classique allant de dix à douze équipes selon les saisons. Le FC Encamp a été le premier champion de l'histoire d'Andorre et a été suivi par une période de domination du CE Principat trois fois champion entre 1996 et 1999.
C'est également durant cette période que l'UEFA a intégré pour la première fois un club andorran dans les compétitions européennes (Coupe UEFA 1997-1998).

### Les années 2000
En 1999, la fédération décide de changer le format de la compétition due à l'instabilité de certains clubs. La Divisió 1A passe alors à seulement huit clubs, le Constelació Esportiva est le premier champion de cette nouvelle formule, mais sera exclu de toute compétition nationale durant sept ans à la suite d'une affaire de redistribution de l'argent touché lors de sa participation à la Coupe UEFA.
La saison suivante afin d'augmenter le nombre de matchs joués dans la saison, la fédération a décidé de diviser le championnat en deux phases, c'est cette nouvelle formule qui a été gardée jusqu'à aujourd'hui.
Durant les huit dernières saisons, il n'y a guère eu de place pour la concurrence tant l'UE Sant Julià et le FC Santa Coloma ont dominé la compétition (6 titres sur 9 à eux deux). Seul le FC Encamp en 2002 puis le FC Ranger's en 2006 et 2007 ont réussi à les devancer mais n'ont pas tenu sur la durée, relégation pour le premier en 2005 et pour le deuxième en 2009.
Au niveau européen, les clubs andorrans ont réussi à se faire une petite place, ainsi dès 2001 une place en Coupe Intertoto leur a été attribués en supplément de celle déjà acquise en Coupe UEFA, puis lors de la saison 2006-2007, l'UEFA a donné une troisième place en coupe d'Europe à la fédération andoranne permettant ainsi au champion de participer au tour préliminaire de la Ligue des champions et au vainqueur de la coupe de la Constitution de récupérer la place en Ligue Europa.

## Présidents[2]
| Rang | Président      | Mandat    |
| ---- | -------------- | --------- |
| 1    | Francesc Vila  | 1994-2000 |
| 2    | Francesc Amat  | 2001-2009 |
| 3    | Antoni Giribet | 2009-2013 |
| 4    | Victor Santos  | 2013-2019 |